# Lariscus niobe
Lariscus niobe је сисар из реда глодара (Rodentia) и породице веверица (Sciuridae).

## Распрострањеност и станиште
Ареал врсте је ограничен на подручје острва Јава и Суматра у Индонезији, која су једино познато природно станиште врсте.
Станишта врсте су шуме.

## Угроженост
Подаци о распрострањености ове врсте су недовољни.